# Municipalità locale di Mhlontlo
Mhlontlo  è una municipalità locale (in inglese Mhlontlo Local Municipality) appartenente alla municipalità distrettuale di O. R. Tambo della  Provincia del Capo Orientale in Sudafrica. 
In base al censimento del 2001 la sua popolazione è di 202.849 abitanti.
La sede amministrativa e legislativa è la città di Qumbu e il suo territorio si estende su una superficie di 2.826 km² ed è suddiviso in 21 circoscrizioni elettorali (wards). Il suo codice di distretto è EC156.

## Geografia fisica

### Confini
La municipalità locale di Mhlontlo confina a nord  e a ovest con quella di  Elundini (Ukhahlamba), a nord  e a est con quella di Umzimvubu (Alfred Nzo), a est con quella di Ntabankulu e a sud con quelle di Nyandeni e King Sabata Dalindyebo.

### Città e comuni
- Amacwera
- Amampondomise
- Amazizi
- Asentshonalanga
- Basuto
- Bhele
- Bovube
- Culunca
- Ebotwa
- Emaqa-Kambani
- Hala
- Hlubi
- Kambi
- Ketani
- Lwandlolubomvu
- Makaula
- Masizakhe
- Matolandile/Zimelelandile
- Mbalisweni
- Ngqubusini
- Northern Pondomise
- Qumbu
- Sidwadweni
- St. Cuthberts
- Tina Bridge
- Tsitsa Bridge
- Tsolo

### Fiumi
- Culunca
- Gqukunqa
- Inxu
- Isitsa
- Itsitsa
- Kubedlana
- Mtata
- Ncolosi
- Ngcolora
- Qelana
- Qwakele
- Tina
- Tsilithwa
- Tsitsa
- Tsolo
- Tyira

### Dighe
- Mtata Dam